# Karangsari (Cikarang Timur)
Karangsari is een bestuurslaag in het regentschap Bekasi van de provincie West-Java, Indonesië. Karangsari telt 10.346 inwoners (volkstelling 2010).